# Black Widow (film)
 Denne artikel omhandler filmen fra 2021. Opslagsordet har også en anden betydning, se Black Widow.
Black Widow er en amerikansk superheltefilm fra 2021, instrueret af Cate Shortland, og baseret på Marvel's tegneseriefigur af samme navn.
Den er den fireogtyvende film i Marvel Cinematic Universe.

## Medvirkende
- Scarlett Johansson som Natasha Romanoff / Black Widow
- David Harbour som Alexei Shostakov / Red Guardian
- Florence Pugh som Yelena Belova / Black Widow
- O-T Fagbenle som Rick Mason
- Rachel Weisz som Melina / Black Widow
- Ray Winstone som Dreykov
- William Hurt som Thaddeus Ross / Thunderbolt
- Robert Downey Jr. som Tony Stark / Iron Man